# Eberhard Petschinka
Eberhard Petschinka (* 19. Oktober 1953 in Großmugl/Niederösterreich) ist ein österreichischer Schriftsteller, Hörspielautor, Regisseur und Maler.

## Leben
Eberhard Petschinka wurde als ältestes von acht Kindern geboren. Der ehemalige Leiter der privaten Alternativschule im Wiener Werkstätten- und Kulturhaus schreibt Theaterstücke, Hörspiele und für das Kabarett. In den 1980er- und 1990er-Jahren entstanden erste literarische Arbeiten, Aufführungen und eigene Inszenierungen seiner Theaterstücke auf größeren Bühnen. So fand die Uraufführung der Bühnenfassung von Rafael Sanchez erzählt Spiel mir das Lied vom Tod unter seiner Regie 1997 am Theater Basel statt. Sein Theaterstück Blutiger Ernst wurde 2001 am Burgtheater in Wien uraufgeführt, Die Jüdin von Toledo nach einem Roman von Lion Feuchtwanger 2010 am Düsseldorfer Schauspielhaus und am Theater am Neumarkt Zürich.
Eberhard Petschinka arbeitet vielfach mit dem Komponisten Wolfgang Mitterer zusammen, für den er auch Opernlibretti schreibt.
Seit 1999 beschäftigt er sich auch mit dem Film (Casanova Matador) und der Malerei. Er lebt und arbeitet in Wien.

## Auszeichnungen
Für seine Hörspiele erhielt Petschinka zahlreiche internationale Preise und Auszeichnungen. Sein Hörspiel Null Bytes erhielt eine Special Commendation beim Prix Futura 1993, Krok wurde 1995 mit dem Prix Futura ausgezeichnet. Rafael Sanchez erzählt Spiel mir das Lied vom Tod (1999) bekam den Hörspielpreis der Kriegsblinden und den Premio Ondas in Barcelona. Für Splitter (1999) bekam er den  Hörspielpreis der Stiftung Radio Basel. 2006 errang Tournante den 4. Platz beim Prix Europa. Das Hörspiel Santo subito – sofort heilig wurde 2007 mit dem Prix Europa als bestes europäisches Hörspiel 2007 und 2008 mit dem Prix Italia in der Kategorie „Original Radio Drama“ ausgezeichnet. Die Produktion hat ebenfalls den Österreichischen Hörspielkritikerpreis für das beste Hörspiel des Jahres 2007 erhalten. 2010 erhielt seine Bearbeitung des Romans Little Enemyz von Uzodinma Iweala den Prix Italia.
Für sein Lebenswerk erhielt er 2009 den Günter-Eich-Preis.

## Hörspiele und Features (Auswahl)
- 1985: Der Spielraum auf dem Arbeitsmarkt wird enger oder 1984 wird für Pauli, die Gretzn, ein schweres Jahr, zusammen mit Helmuth Mößmer, Regie: Robert Matejka (ORF Wien/RIAS)
- 1986: „Quo vadis, Pauli?“ – Ein Hauspfau kämpft um seine Gleichberechtigung, zusammen mit Helmuth Mößmer, Regie: Robert Matejka (SR/ORF Wien)
- 1988: Pauli und die lustigen Männer von Psychgstätten, zusammen mit Helmut Mößmer, Regie: Götz Fritsch (ORF)
- 1988: Samba im America Latina, Regie: Götz Fritsch (ORF)
- 1990: Pauli weiß, was Frauen Wüschen (Radio-Comics), zusammen mit Helmuth Mößmer, Regie: Götz Fritsch, Komposition: Georg Herrnstadt (ORF)
- 1991: Rent an emotion, Regie: Götz Fritsch (ORF)
- 1992: Hunds – Eine Klöfforette, zusammen mit Roland Neuwirth, Regie: Götz Fritsch, Komposition: Roland Neuwirth (ORF)
- 1992: Null Bytes, Regie: Götz Fritsch, Komposition: Wolfgang Mitterer (ROF)
- 1993: Beispiele geglückten Lebens, Regie: Götz Fritsch (ORF)
- 1993: Ruster Storchenbiß, Regie: Günter Unger (ORF)
- 1994: Best of Kummernummer, Regie: Fritz Zaugg (DRS)
- 1995: Brain, Regie: Georg Herrnstadt (ORF)
- 1995: Goebbels & Guzzi. Ein Tattoo, Regie: Klaus Mehrländer (WDR)
- 1995: Krok, zusammen mit Helmuth Mößmer, Komposition: Wolfgang Mitterer, Regie: Fritz Zaugg (DRS)
- 1995: Logothetis, Regie: Fritz Zaugg, Komposition: Anestis Logothetis (DRS)
- 1996: Herr Dürrenmatt nimmt ein Blutbad, zusammen mit Helmuth Mößmer, Regie: Klaus Mehrländer (WDR/ORF)
- 1996: Die Viruskonferenz, Regie: der Autor, Komposition: Wolfgang Mitterer (ORF/WDR)
- 1996: Till fragment, Regie: Wolfgang Rindfleisch, Komposition: Trötsch (d. i. Frank Tröger) (ORB)
- 1998: Goldrausch, zusammen mit David Zane Mairowitz, Regie: Fritz Zaugg, Komposition: Wolfgang Mitterer (DRS)
- 1998: Rafael Sanchez erzählt ‘Spiel mir das Lied vom Tod‘, zusammen mit Rafael Sanchez, Regie: der Autor, Komposition: Wolfgang Mitterer (WDR/MDR/ORF)
- 1998: Indigenous People – Bedrohte Völker, Regie: Robert Matejka, Komposition: Wolfgang Mitterer (DKultur/ORF)
- 1999: Ladykiller. Versuch einer Würdigung. Ein Paparazzo – gepeinigt von den Erinnerungen – beschließt eine Selbsthinrichtung am Grabe der Prinzessin, zusammen mit Helmuth Mößmer, Regie: der Autor (DKultur)
- 1999: Schrödingers Katze, zusammen mit Friedrich Bestenreiner, Regie: der Autor, Komposition: Wolfgang Mitterer (WDR/ORF Wien)
- 2000: Casanova Matador, zusammen mit Rafael Sanchez, Regie: der Autor, Komposition: Wolfgang Mitterer (WR/ORF)
- 2001: Die Kaiserspatzen von Bad Ischl zusammen mit Helmuth Mößmer, Regie: der Autor (DKultur/ORF)
- 2003: My Private Show, Regie: der Autor (ORF)
- 2005: Tournante, Regie: der Autor (ORF)
- 2007: METALL.ENGEL.ZUNGEN. Konzert für Akkordeon, Ziegenglocken und blutenden Mund, Regie: der Autor, Komposition: Angélica Castelló (ORF)
- 2007: Santo Subito, Regie: der Autor, Komposition: Wolfgang Mitterer (MDR/ORF)
- 2008: Bis die Hunde uns finden (Reiseberichte von illegalen Grenzüberschreitungen), zusammen mit Herbert Lauermann, (Feature, Autorenproduktion für DKultur)
- 2008: Blackwater Redux – Konzert für Stimmen und Registrierkasse, Regie: der Autor, Komposition: Wolfgang Mitterer (WDR/ORF)
- 2008: Nacht der Wünsche, Regie: der Autor, Komposition: Wolfgang Mitterer (NDR/ORF)
- 2008: Ostblockmädchen, Regie: der Autor (ORF)
- 2009: Little Enemyz nach dem Roman „Beasts of No Nation“ von Uzodinma Iweala, Regie: der Autor, Komposition: Wolfgang Mitterer (ORF/MDR)
- 2010: Gott ist brav, zusammen mit August Walla, Regie: der Autor
- 2010: Im Garten des Teufels – Ein Seifenblasenfiebertraum, Regie: der Autor (NDR)
- 2011: Luis Footage, Regie: der Autor (WDR)
- 2012: Gaddafi, Regie: der Autor (SRF/ORF)
- 2012: Palomares, Regie: der Autor, Komposition: Wolfgang Mitterer (WDR)
- 2013: Chatroomdreams, Komposition und Regie: der Autor (SRF)
- 2013: Circus Maximus, Regie: der Autor (Autorenproduktion für den WDR)
- 2014: Der Hof der Massaker, Regie: der  Autor (WDR)
- 2015: Pedicatio Musicalis 2 oder …, Regie: der Autor (Autorenproduktion 2000)
- 2015: Das Nuba Pergament, Regie: der Autor (Autorenproduktion für den WDR)